# 천국과 지옥 (오페라)

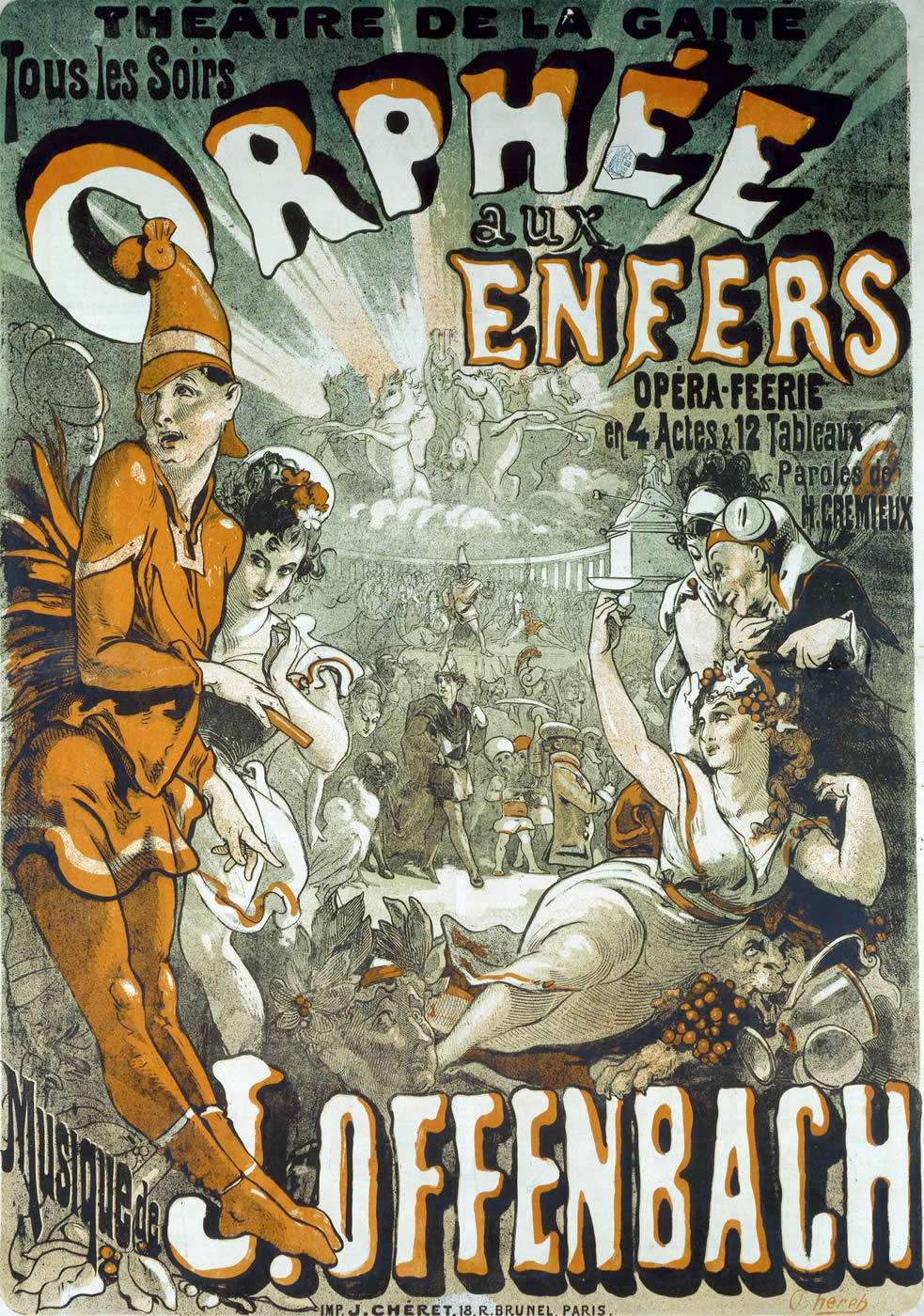

천국과 지옥(프랑스어: Orphée aux Enfers, 직역하면 "지옥의 오르페우스"이다.)은 자크 오펜바흐가 작곡한 2막으로 이루어진 오페라 부프(또는 오페라 페에리)이다. 프랑스어판 원어 텍스트는 메이악(프랑스어: Meilhac)과 알레비(프랑스어: Halévy)가 만들었고 1858년 파리에서 초연되었다. 짜임새 있는 플롯으로 유명하며 음악은 더욱 유명하다. 클래식한 부분 외에도, 제2막 제2장에 나오는 지옥의 갤럽은 캉캉 춤을 위한 음악으로 널리 알려져 있다.

## 참고 문헌
'The Opera Goer's Complete Guide by Leo Melitz, 1921 version.

## 음악 듣기
- 천국과 지옥 중 "캉캉". R. Liraz의 아코디온 연주
- 극장의 성능 파편, "모스크바 중이다"(모스크바 - 러시아) "(모스크바 - 러시아)